# Équipe de Pologne olympique de football
Maillots
L'équipe de Pologne olympique de football représente la Pologne dans les compétitions de football liées aux Jeux olympiques d'été, où sont conviés les joueurs de moins de 23 ans (avec possibilité d'appeler 3 joueurs de plus de 23 ans).

## Histoire
Depuis 1992, l'équipe olympique doit être composée de joueurs de moins de 23 ans plus trois joueurs plus âgés.
La Pologne ne s'est qualifiée que pour une seule compétition olympique, en 1992, l'édition inaugurale de l'équipe des moins de 23 ans, où l'équipe a terminé deuxième après avoir perdu face à l'Espagne en finale.
La qualification de la Pologne aux Jeux olympiques peut être décidée à partir de la performance de la Pologne U-21 dans le Championnat d'Europe des moins de 21 ans de l'UEFA qui a servi de phase de qualification aux Jeux olympiques.
L'équipe a souvent été entraînée par le manager U-21.

## Parcours lors des Jeux olympiques
| Année | Résultat                                                                                   | J                                                                                          | G                                                                                          | N                                                                                          | D                                                                                          | BP                                                                                         | BC                                                                                         |
| ----- | ------------------------------------------------------------------------------------------ | ------------------------------------------------------------------------------------------ | ------------------------------------------------------------------------------------------ | ------------------------------------------------------------------------------------------ | ------------------------------------------------------------------------------------------ | ------------------------------------------------------------------------------------------ | ------------------------------------------------------------------------------------------ |
| 1896  | pas de tournoi olympique de football                                                       | pas de tournoi olympique de football                                                       | pas de tournoi olympique de football                                                       | pas de tournoi olympique de football                                                       | pas de tournoi olympique de football                                                       | pas de tournoi olympique de football                                                       | pas de tournoi olympique de football                                                       |
| 1900  | La Pologne faisait partie de l'Empire allemand, de l'Autriche-Hongrie et de l'Empire russe | La Pologne faisait partie de l'Empire allemand, de l'Autriche-Hongrie et de l'Empire russe | La Pologne faisait partie de l'Empire allemand, de l'Autriche-Hongrie et de l'Empire russe | La Pologne faisait partie de l'Empire allemand, de l'Autriche-Hongrie et de l'Empire russe | La Pologne faisait partie de l'Empire allemand, de l'Autriche-Hongrie et de l'Empire russe | La Pologne faisait partie de l'Empire allemand, de l'Autriche-Hongrie et de l'Empire russe | La Pologne faisait partie de l'Empire allemand, de l'Autriche-Hongrie et de l'Empire russe |
| 1904  | La Pologne faisait partie de l'Empire allemand, de l'Autriche-Hongrie et de l'Empire russe | La Pologne faisait partie de l'Empire allemand, de l'Autriche-Hongrie et de l'Empire russe | La Pologne faisait partie de l'Empire allemand, de l'Autriche-Hongrie et de l'Empire russe | La Pologne faisait partie de l'Empire allemand, de l'Autriche-Hongrie et de l'Empire russe | La Pologne faisait partie de l'Empire allemand, de l'Autriche-Hongrie et de l'Empire russe | La Pologne faisait partie de l'Empire allemand, de l'Autriche-Hongrie et de l'Empire russe | La Pologne faisait partie de l'Empire allemand, de l'Autriche-Hongrie et de l'Empire russe |
| 1908  | La Pologne faisait partie de l'Empire allemand, de l'Autriche-Hongrie et de l'Empire russe | La Pologne faisait partie de l'Empire allemand, de l'Autriche-Hongrie et de l'Empire russe | La Pologne faisait partie de l'Empire allemand, de l'Autriche-Hongrie et de l'Empire russe | La Pologne faisait partie de l'Empire allemand, de l'Autriche-Hongrie et de l'Empire russe | La Pologne faisait partie de l'Empire allemand, de l'Autriche-Hongrie et de l'Empire russe | La Pologne faisait partie de l'Empire allemand, de l'Autriche-Hongrie et de l'Empire russe | La Pologne faisait partie de l'Empire allemand, de l'Autriche-Hongrie et de l'Empire russe |
| 1912  | La Pologne faisait partie de l'Empire allemand, de l'Autriche-Hongrie et de l'Empire russe | La Pologne faisait partie de l'Empire allemand, de l'Autriche-Hongrie et de l'Empire russe | La Pologne faisait partie de l'Empire allemand, de l'Autriche-Hongrie et de l'Empire russe | La Pologne faisait partie de l'Empire allemand, de l'Autriche-Hongrie et de l'Empire russe | La Pologne faisait partie de l'Empire allemand, de l'Autriche-Hongrie et de l'Empire russe | La Pologne faisait partie de l'Empire allemand, de l'Autriche-Hongrie et de l'Empire russe | La Pologne faisait partie de l'Empire allemand, de l'Autriche-Hongrie et de l'Empire russe |
| 1920  | n'est pas entré                                                                            | n'est pas entré                                                                            | n'est pas entré                                                                            | n'est pas entré                                                                            | n'est pas entré                                                                            | n'est pas entré                                                                            | n'est pas entré                                                                            |
| 1924  | Tour 1                                                                                     | 1                                                                                          | 0                                                                                          | 0                                                                                          | 1                                                                                          | 0                                                                                          | 5                                                                                          |
| 1928  | ne s'est pas qualifié                                                                      | ne s'est pas qualifié                                                                      | ne s'est pas qualifié                                                                      | ne s'est pas qualifié                                                                      | ne s'est pas qualifié                                                                      | ne s'est pas qualifié                                                                      | ne s'est pas qualifié                                                                      |
| 1932  | pas de tournoi olympique de football                                                       | pas de tournoi olympique de football                                                       | pas de tournoi olympique de football                                                       | pas de tournoi olympique de football                                                       | pas de tournoi olympique de football                                                       | pas de tournoi olympique de football                                                       | pas de tournoi olympique de football                                                       |
| 1936  | Quatrième place                                                                            | 4                                                                                          | 2                                                                                          | 0                                                                                          | 2                                                                                          | 11                                                                                         | 10                                                                                         |
| 1948  | ne s'est pas qualifié                                                                      | ne s'est pas qualifié                                                                      | ne s'est pas qualifié                                                                      | ne s'est pas qualifié                                                                      | ne s'est pas qualifié                                                                      | ne s'est pas qualifié                                                                      | ne s'est pas qualifié                                                                      |
| 1952  | Tour 1                                                                                     | 2                                                                                          | 1                                                                                          | 0                                                                                          | 1                                                                                          | 2                                                                                          | 3                                                                                          |
| 1956  | ne s'est pas qualifié                                                                      | ne s'est pas qualifié                                                                      | ne s'est pas qualifié                                                                      | ne s'est pas qualifié                                                                      | ne s'est pas qualifié                                                                      | ne s'est pas qualifié                                                                      | ne s'est pas qualifié                                                                      |
| 1960  | Phase de groupes                                                                           | 3                                                                                          | 1                                                                                          | 0                                                                                          | 2                                                                                          | 7                                                                                          | 5                                                                                          |
| 1964  | ne s'est pas qualifié                                                                      | ne s'est pas qualifié                                                                      | ne s'est pas qualifié                                                                      | ne s'est pas qualifié                                                                      | ne s'est pas qualifié                                                                      | ne s'est pas qualifié                                                                      | ne s'est pas qualifié                                                                      |
| 1968  | ne s'est pas qualifié                                                                      | ne s'est pas qualifié                                                                      | ne s'est pas qualifié                                                                      | ne s'est pas qualifié                                                                      | ne s'est pas qualifié                                                                      | ne s'est pas qualifié                                                                      | ne s'est pas qualifié                                                                      |
| 1972  | Médaillés d'or                                                                             | 7                                                                                          | 6                                                                                          | 1                                                                                          | 0                                                                                          | 21                                                                                         | 5                                                                                          |
| 1976  | Médaillés d'argent                                                                         | 5                                                                                          | 3                                                                                          | 1                                                                                          | 1                                                                                          | 11                                                                                         | 5                                                                                          |
| 1980  | ne s'est pas qualifié                                                                      | ne s'est pas qualifié                                                                      | ne s'est pas qualifié                                                                      | ne s'est pas qualifié                                                                      | ne s'est pas qualifié                                                                      | ne s'est pas qualifié                                                                      | ne s'est pas qualifié                                                                      |
| 1984  | ne s'est pas qualifié                                                                      | ne s'est pas qualifié                                                                      | ne s'est pas qualifié                                                                      | ne s'est pas qualifié                                                                      | ne s'est pas qualifié                                                                      | ne s'est pas qualifié                                                                      | ne s'est pas qualifié                                                                      |
| 1988  | ne s'est pas qualifié                                                                      | ne s'est pas qualifié                                                                      | ne s'est pas qualifié                                                                      | ne s'est pas qualifié                                                                      | ne s'est pas qualifié                                                                      | ne s'est pas qualifié                                                                      | ne s'est pas qualifié                                                                      |
| 1992  | Médaillés d'argent                                                                         | 6                                                                                          | 4                                                                                          | 1                                                                                          | 1                                                                                          | 17                                                                                         | 6                                                                                          |
| 1996  | ne s'est pas qualifié                                                                      | ne s'est pas qualifié                                                                      | ne s'est pas qualifié                                                                      | ne s'est pas qualifié                                                                      | ne s'est pas qualifié                                                                      | ne s'est pas qualifié                                                                      | ne s'est pas qualifié                                                                      |
| 2000  | ne s'est pas qualifié                                                                      | ne s'est pas qualifié                                                                      | ne s'est pas qualifié                                                                      | ne s'est pas qualifié                                                                      | ne s'est pas qualifié                                                                      | ne s'est pas qualifié                                                                      | ne s'est pas qualifié                                                                      |
| 2004  | ne s'est pas qualifié                                                                      | ne s'est pas qualifié                                                                      | ne s'est pas qualifié                                                                      | ne s'est pas qualifié                                                                      | ne s'est pas qualifié                                                                      | ne s'est pas qualifié                                                                      | ne s'est pas qualifié                                                                      |
| 2008  | ne s'est pas qualifié                                                                      | ne s'est pas qualifié                                                                      | ne s'est pas qualifié                                                                      | ne s'est pas qualifié                                                                      | ne s'est pas qualifié                                                                      | ne s'est pas qualifié                                                                      | ne s'est pas qualifié                                                                      |
| 2012  | ne s'est pas qualifié                                                                      | ne s'est pas qualifié                                                                      | ne s'est pas qualifié                                                                      | ne s'est pas qualifié                                                                      | ne s'est pas qualifié                                                                      | ne s'est pas qualifié                                                                      | ne s'est pas qualifié                                                                      |
| 2016  | ne s'est pas qualifié                                                                      | ne s'est pas qualifié                                                                      | ne s'est pas qualifié                                                                      | ne s'est pas qualifié                                                                      | ne s'est pas qualifié                                                                      | ne s'est pas qualifié                                                                      | ne s'est pas qualifié                                                                      |
| 2020  | ne s'est pas qualifié                                                                      | ne s'est pas qualifié                                                                      | ne s'est pas qualifié                                                                      | ne s'est pas qualifié                                                                      | ne s'est pas qualifié                                                                      | ne s'est pas qualifié                                                                      | ne s'est pas qualifié                                                                      |
| 2024  | ne s'est pas qualifié                                                                      | ne s'est pas qualifié                                                                      | ne s'est pas qualifié                                                                      | ne s'est pas qualifié                                                                      | ne s'est pas qualifié                                                                      | ne s'est pas qualifié                                                                      | ne s'est pas qualifié                                                                      |
| Total | 7/28                                                                                       | 28                                                                                         | 17                                                                                         | 3                                                                                          | 8                                                                                          | 69                                                                                         | 39                                                                                         |